# Sturgeon Lake (Sturgeon River)
Sturgeon Lake är en sjö i Kanada.   Den ligger i distrikten Kenora District och Thunder Bay District och provinsen Ontario, i den sydöstra delen av landet, 1 200 km väster om huvudstaden Ottawa. Sturgeon Lake ligger 410 meter över havet.
I omgivningarna runt Sturgeon Lake växer i huvudsak blandskog. Trakten runt Sturgeon Lake är nära nog obefolkad, med mindre än två invånare per kvadratkilometer.